# Friedrich Siebenrock
 (février 2022).
Friedrich Siebenrock est un zoologiste autrichien, né le 20 janvier 1853 à Schörfling près d’Attersee en Autriche et mort le 28 janvier 1925 dans ce même village.

## Biographie
Après ses études à Innsbruck et à  Vienne, Friedrich Siebenrock est démonstrateur pendant de nombreuses années à l’institut de zoologie de l’université de Vienne sous la direction de Carl Bernhard Brühl (1820-1899).
À partir de janvier 1886, il travaille bénévolement au Muséum d’histoire naturelle de Vienne. En décembre de la même année, il devient l’assistant de Franz Steindachner (1834-1919). En 1895, il devient conservateur des collections de vertébrés inférieurs. En 1895 puis en 1897, il accompagne Steindachner durant la première et la seconde expédition autrichienne en mer Rouge.
En 1919, après avoir été exempté de service militaire pour myopie, Siebenrock remplace Steindachner à la conservation du département d’herpétologie avec l’aide de Viktor Pietschmann (1881-1956) et d’Otto von Wettstein Ritter von Westersheim (1892-1967). En 1920, ce dernier en deviendra le seul administrateur après le départ à la retraite de Siebenrock. Ce dernier meurt dans une grande pauvreté quelques années plus tard.
Surtout spécialiste des tortues, Siebenrock constitue une collection d’anatomie comparée constituée de squelettes de reptiles et d’amphibiens unique au monde. Il étudie également les collections assemblées par Viktor Pietschmann en Mésopotamie et au Kurdistan, par Alfred Voeltzkow (1860-1947) en Afrique de l’Est et Rudolf Grauer (1870-1927) au Congo belge.

## Source
- Franz Tiedemann et Heinz Grillitsch (1997). A History of the Herpetological Collection at the Naturhistorisches Museum Wien, Collection building in ichthyology and herpetology (Theodore W. Pietsch et William D. Anderson dir.), Special publication, number 3, American Society of Ichthyologists and Herpetologists : 108-114.  (ISBN 0-935868-91-7)
- Franz Tiedemann und Heinz Grillitsch: Friedrich Siebenrock 1853–1925. En: Herpetozoa 1 (3/4): 109–118, Wien, 25. Fevruar 1989